# Sam's Strip

Sam’s Strip est un comic strip humoristique américain de Mort Walker (scénario) et Jerry Dumas (dessin et participation aux scénarios) mettant en scène Sam et son assistant, aux prises avec la bande dessinée, ses héros, ses formes, ses clichés. Publiée du 16 octobre 1961 au 1er juin 1963, la bande ne rencontre pas de succès public. Son caractère précurseur lui vaut cependant aujourd'hui une certaine fortune critique.
En 1977, Walker et Dumas ont repris ces deux personnages dans un nouveau comic strip humoristique plus conventionnel, Sam and Silo, dont les deux protagonistes sont cette fois le policier d'un village de campagne et son assistant. De 1995 à sa mort en 2016, Dumas s'occupe seul du strip.

## Documentation
- Harry Morgan, « Note du traducteur », dans Mort Walker et Jerry Dumas, Sam's Strip, Actes Sud - l'An 2, 2009, p. 8